# Angraecum lisowskianum
Angraecum lisowskianum är en orkidéart som beskrevs av Dariusz Lucjan Szlachetko och Tomasz Sebastian Olszewski. Angraecum lisowskianum ingår i släktet Angraecum och familjen orkidéer. Inga underarter finns listade i Catalogue of Life.